# ماريون ميتشيل
ماريون ميتشيل (بالإنجليزية: Marion Mitchell)‏ هي مغنية نيوزيلندية، ولدت في 19 أكتوبر 1876، وتوفيت في 5 مايو 1955.